# Seznam mezistátních utkání panamské fotbalové reprezentace
Přehled zápasů Panamské fotbalové reprezentace od roku 1938:
12. února 1938, Ciudad de Panamá, Panama –  Panama 3-1  Venezuela přátelský zápas první výhra
2. dubna 1938, Ciudad de Panamá, Panama –  Panama 2-4  Kolumbie přátelský zápas 
16. dubna 1938, Ciudad de Panamá, Panama –  Panama 0 – 11  Kostarika přátelský zápas 
20. dubna 1938, Ciudad de Panamá, Panama –  Panama 2-2  Mexiko přátelský zápas 
23. dubna 1938, Ciudad de Panamá, Panama –  Panama 1-2  Salvador přátelský zápas 
8. května 1941, San José, Kostarika –  Nizozemské Antily 3-3  Panama přátelský zápas 
11. května 1941, San José, Kostarika –  Kostarika 7-0  Panama přátelský zápas 
15. května 1941, San José, Kostarika –  Salvador 4-3  Panama přátelský zápas 
18. května 1941, San José, Kostarika –  Nigérie 2-5  Panama přátelský zápas 2ND WIN
23. února 1946, San José, Kostarika –  Honduras 0 – 1  Panama přátelský zápas 3RD WIN
26. února 1946, San José, Kostarika –  Kostarika 7-0  Panama přátelský zápas 
10. března 1946, San José, Kostarika –  Salvador 3-1  Panama přátelský zápas 
13. března 1946, San José, Kostarika –  Guatemala 3-3  Panama přátelský zápas 
9. prosince 1946, Barranquilla, Kolumbie –  Guatemala 2-4  Panama přátelský zápas 4TH WIN
13. prosince 1946, Barranquilla, Kolumbie –  Portoriko 0 – 12  Panama přátelský zápas 5TH WIN & největší WIN
16. prosince 1946, Barranquilla, Kolumbie –  Venezuela 1-2  Panama přátelský zápas 6TH WIN
17. prosince 1946, Barranquilla, Kolumbie –  Nizozemské Antily 2-2  Panama přátelský zápas 
20. prosince 1946, Barranquilla, Kolumbie –  Kolumbie 2-1  Panama přátelský zápas 
21. prosince 1946, Barranquilla, Kolumbie –  Nizozemské Antily 0 – 2  Panama přátelský zápas 7TH WIN
2. dubna 1948, Ciudad de Guatemala, Guatemala –  Kostarika 7-0  Panama přátelský zápas 
4. dubna 1948, Ciudad de Guatemala, Guatemala –  Nizozemské Antily 3-1  Panama přátelský zápas 
7. dubna 1948, Ciudad de Guatemala, Guatemala –  Salvador 1-2  Panama přátelský zápas 8TH WIN
9. dubna 1948, Ciudad de Guatemala, Guatemala –  Guatemala 4-3  Panama přátelský zápas 
11. dubna 1948, Ciudad de Guatemala, Guatemala –  Kostarika 3-2  Panama přátelský zápas 
14. dubna 1948, Ciudad de Guatemala, Guatemala –  Nizozemské Antily 2-5  Panama přátelský zápas 9TH WIN
21. dubna 1948, Ciudad de Guatemala, Guatemala –  Salvador 0 – 2  Panama přátelský zápas 10TH WIN
21. dubna 1948, Ciudad de Guatemala, Guatemala –  Guatemala 4-5  Panama přátelský zápas 11TH WIN
27. února 1951, Ciudad de Panamá, Panama –  Panama 2-0  Kostarika přátelský zápas 12TH WIN
28. února 1951, Ciudad de Panamá, Panama –  Panama 4-0  Nigérie přátelský zápas 13TH WIN
2. března 1951, Ciudad de Panamá, Panama –  Panama 1 1  Kostarika přátelský zápas 
4. března 1951, Ciudad de Panamá, Panama –  Panama 6-2  Nigérie přátelský zápas 14TH WIN
16. březen 1952, Santiago de Chile, Chile –  Chile 6 1  Panama přátelský zápas 
23. duben 1952, Santiago de Chile, Chile –  Peru 7-1  Panama přátelský zápas 
6. dubna 1952, Santiago de Chile, Chile –  Uruguay 6 1  Panama přátelský zápas 
10. duben 1952, Santiago de Chile, Chile –  Mexiko 4-2  Panama přátelský zápas 
13. duben 1952, Santiago de Chile, Chile –  Brazílie 5-0  Panama přátelský zápas 
10. března 1953, San José, Kostarika –  Kostarika 3-0  Panama přátelský zápas 
12. března 1953, San José, Kostarika –  Nizozemské Antily 4 1  Panama přátelský zápas 
14. března 1953, San José, Kostarika –  Nigérie 2-0  Panama přátelský zápas 
17. března 1953, San José, Kostarika –  Guatemala 2-2  Panama přátelský zápas 
19. března 1953, San José, Kostarika –  Salvador 2-1  Panama přátelský zápas 
21. března 1953, San José, Kostarika –  Honduras 3-1  Panama přátelský zápas 
1. března 1954, Mexiko, Mexiko –  Kolumbie 2-1  Panama přátelský zápas 
11. března 1954, Mexiko, Mexiko –  Mexiko 4-0  Panama přátelský zápas 
16. března 1954, Mexiko, Mexiko –  Kuba 0 – 4  Panama přátelský zápas 15TH WIN
17. března 1954, Mexiko, Mexiko –  Salvador 1-0  Panama přátelský zápas 
14. března 1956, Port-au-Prince, Venezuela –  Venezuela 4-2  Panama přátelský zápas 
12. srpna 1957, Curaçao, Nizozemské Antily –  Kuba 0 – 1  Panama přátelský zápas 16TH WIN
15. srpna 1957, Curaçao, Nizozemské Antily –  Nizozemské Antily 3-0  Panama přátelský zápas 
22. srpna 1957, Curaçao, Nizozemské Antily –  Haiti 3-1  Panama přátelský zápas 
25. srpna 1957, Curaçao, Nizozemské Antily –  Honduras 2-1  Panama přátelský zápas 
1. ledna 1959, Caracas, Venezuela –  Nizozemské Antily 3-1  Panama přátelský zápas 
1. ledna 1959, Caracas, Venezuela –  Mexiko 3-1  Panama přátelský zápas 
7. ledna 1959, Caracas, Venezuela –  Portoriko 1-2  Panama přátelský zápas 17TH WIN
14. ledna 1959, Caracas, Venezuela –  Venezuela 2-2  Panama přátelský zápas 
11. března 1961, San José, Kostarika –  Kuba 0 – 1  Panama přátelský zápas 18TH WIN
14. března 1961, San José, Kostarika –  Kostarika 6 1  Panama přátelský zápas 
23. března 1963, San Salvador, Salvador –  Salvador 1 1  Panama kontinentální turnaj, základní část 
25. března 1963, San Salvador, Salvador –  Guatemala 2-2  Panama kontinentální turnaj, základní část 
27. března 1963, San Salvador, Salvador –  Honduras 1-0  Panama kontinentální turnaj, základní část 
31. března 1963, San Salvador, Salvador –  Nigérie 0 – 5  Panama kontinentální závěrečného 19TH WIN
13. února 1967, Ciudad de Guatemala, Guatemala –  Guatemala 3-1  Panama kontinentální turnaj, kvalifikace 
17. února 1967, Ciudad de Guatemala, Guatemala –  Nigérie 3-1  Panama kontinentální turnaj, kvalifikace 
4. listopadu 1969, Kingston, Jamajka –  Jamajka 1 1  Panama přátelský zápas 
5. listopadu 1969, Kingston, Jamajka –  Jamajka 2-1  Panama přátelský zápas 
2. března 1970, Ciudad de Panamá, Panama –  Panama 4-3'   Nigérie přátelský zápas 20TH WIN
4. března 1970, Ciudad de Panamá, Panama –  Panama 3-4'   Kuba přátelský zápas 
14. prosince 1972, Ciudad de Panamá, Panama –  Panama 5-0  Portoriko přátelský zápas 
16. prosince 1972, Ciudad de Panamá, Panama –  Panama 0 – 1  Portoriko přátelský zápas 
3. března 1974, Santo Domingo, Dominikánská republika –  Mexiko 1-0  Panama přátelský zápas 
8. března 1974, Santo Domingo, Dominikánská republika –  Dominikánská republika 1-3  Panama přátelský zápas 21ST WIN
4. dubna 1976, Ciudad de Panamá, Panama –  Panama 3-2  Kostarika přátelský zápas 22ND WIN
2. května 1976, Ciudad de Panamá, Panama –  Panama 1 1  Salvador přátelský zápas 
11. srpna 1976, San Salvador, Salvador –  Salvador 4 1  Panama kvalifikace na Mistrovství světa 
17. září 1976, Ciudad de Panamá, Panama –  Panama 2-4  Guatemala kvalifikace na Mistrovství světa 
8. července 1978, Medellín, Kolumbie –  Bermudy 1 1  Panama přátelský zápas 
10. července 1978, Medellín, Kolumbie –  Nizozemské Antily 1-6  Panama přátelský zápas 23 WIN
14. července 1978, Medellín, Kolumbie –  Trinidad a Tobago 3-1  Panama přátelský zápas 
19. března 2000, Diriamba, Nikaragua –  Nigérie 0 – 2  Panama kvalifikace na Mistrovství světa 24th WIN
2. dubna 2000, Ciudad de Panamá, Panama –  Panama 1-0  Nigérie kvalifikace na Mistrovství světa 25th WIN
7. května 2000, Tegucigalpa, Honduras –  Honduras 3-1  Panama kvalifikace na Mistrovství světa 
21. května 2000, Ciudad de Panamá, Panama –  Panama 4-0  Nigérie kvalifikace na Mistrovství světa 26th WIN
31. května 2000, San Cristóbal, Venezuela –  Venezuela 3-1  Panama přátelský zápas 
22. června 2000, Ciudad de Panamá, Panama –  Panama 2-0'   Venezuela přátelský zápas 27th WIN
1. července 2000, San José, Kostarika –  Kostarika 5-1  Panama přátelský zápas 
23. července 2000, Ciudad de Panamá, Panama –  Panama 0 – 0    Kanada přátelský zápas 
11. srpna 2000, Ciudad de Panamá, Panama –  Panama 0 – 0    Ekvádor přátelský zápas 
3. září 2000, Mexiko, Mexiko –  Mexiko 7-1  Panama kvalifikace na Mistrovství světa 
21. února 2001, Ciudad de Panamá, Panama –  Panama 2-2 "   Guatemala přátelský zápas 
14. březen 2001, Ciudad de Panamá, Panama –  Panama 1-0'   Salvador přátelský zápas 28th WIN
5. dubna 2001, Port-au-Prince, Haiti –  Haiti 1 1  Panama přátelský zápas 
24. dubna 2001, Ciudad de Panamá, Panama –  Panama 2-0'   Haiti přátelský zápas 29thWIN
23. května 2001, Tegucigalpa, Honduras –  Honduras 1-2  Panama kontinentální turnaj, kvalifikace #30 WIN
25. května 2001, Tegucigalpa, Honduras –  Salvador 2-1  Panama kontinentální turnaj, kvalifikaceu. 
27. květen 2001, Tegucigalpa, Honduras –  Nigérie 0 – 6  Panama kontinentální turnaj, kvalifikace # 31 WIN
31. května 2001, Tegucigalpa, Honduras –  Kostarika 2-1  Panama kontinentální turnaj, kvalifikace 
1. června 2001, Tegucigalpa, Honduras –  Salvador 1 1  Panama kontinentální turnaj, kvalifikace 
3. června 2001, Tegucigalpa, Honduras –  Guatemala 3-1  Panama kontinentální turnaj, kvalifikace 
10. června 2001, Ciudad de Panamá, Panama –  Panama 0 – 0  Trinidad a Tobago přátelský zápas 
29. července 2001, Ciudad de Panamá, Panama –  Panama 0 – 0  Kuba kontinentální turnaj, kvalifikace
5. srpna 2001, Ciudad de Panamá, Panama –  Panama 0 – 1  Kuba kontinentální turnaj, kvalifikace
9. srpna 2001, Curitiba, Brazílie –  Brazílie 5-0  Panama přátelský zápas 
9. února 2003, Ciudad de Panamá, Panama –  Panama 1-2  Salvador kontinentální turnaj, kvalifikace 
16. února 2003, Ciudad de Panamá, Panama –  Panama 2-0  Guatemala kontinentální turnaj, kvalifikace WIN # 32
18. února 2003, Ciudad de Panamá, Panama –  Panama 1 1  Honduras kontinentální turnaj, kvalifikace 
21. února 2003, Ciudad de Panamá, Panama –  Panama 0 – 1  Nigérie kontinentální turnaj, kvalifikace 
23. února 2003, Ciudad de Panamá, Panama –  Panama 0 – 1  Kostarika kontinentální turnaj, kvalifikace 
27. červen 2003, Ciudad de Panamá, Panama –  Panama 2-0  Kuba přátelský zápas WIN # 33
29. červen 2003, Ciudad de Panamá, Panama –  Panama 1-0  Kuba přátelský zápas WIN # 34
20. srpna 2004, Ciudad de Panamá, Panama –  Panama 1-2  Paraguay přátelský zápas 
28. ledna 2004, San Salvador, Salvador –  Salvador 1 1  Panama přátelský zápas 
16. března 2004, Havana, Kuba –  Kuba 1 1  Panama přátelský zápas 
18. března 2004, Havana, Kuba –  Kuba 3-0  Panama přátelský zápas 
7. dubna 2004, La Ceiba, Honduras –  Honduras 0 – 0  Panama přátelský zápas 
28. dubna 2004, Ciudad de Panamá, Panama –  Panama 4 1  Bermudy přátelský zápas WIN # 35
1. května 2004, Ciudad de Guatemala, Guatemala –  Guatemala 1-2  Panama kvalifikace na Mistrovství světa WIN # 36
13. června 2004, Ciudad de Panamá, Panama –  Panama 4-0  Svatá Lucie kvalifikace na Mistrovství světa # 37 WIN
20. června 2004, Vieux pevnosti, Svatá Lucie –  Svatá Lucie 0 – 3  Panama kvalifikace na Mistrovství světa # 38 WIN
23. července 2004, Ciudad de Panamá, Panama –  Panama 1 1  Guatemala přátelský zápas 
28. července 2004, Tegucigalpa, Honduras –  Honduras 0 – 0  Panama přátelský zápas 
18. srpna 2004, San Salvador, Salvador –  Salvador 2-1  Panama kvalifikace na Mistrovství světa 
4. září 2004, Kingston, Jamajka –  Jamajka 1-2  Panama kvalifikace na Mistrovství světa WIN # 39
8. září 2004, Ciudad de Panamá, Panama –  Panama 1 1  USA kvalifikace na Mistrovství světa 
9. října 2004, Ciudad de Panamá, Panama –  Panama 1 1  Jamajka kvalifikace na Mistrovství světa 
13. října 2004, Washington DC, USA –  USA 6-0  Panama kvalifikace na Mistrovství světa 
17. listopadu 2004, Ciudad de Panamá, Panama –  Panama 3-0  Salvador kvalifikace na Mistrovství světa # 40 WIN
18. prosince 2004, Teherán, Írán –  Írán 1-0  Panama přátelský zápas 
26. ledna 2005, Ambato, Ekvádor –  Ekvádor 2-0  Panama přátelský zápas 
29. ledna 2005, Babahoyo, Ekvádor –  Ekvádor 2-0  Panama přátelský zápas 
9. února 2005, Ciudad de Panamá, Panama –  Panama 0 – 0  Guatemala kvalifikace na Mistrovství světa 
19. února 2005, Ciudad de Guatemala, Guatemala –  Salvador 0 – 1  Panama kontinentální turnaj, kvalifikace WIN # 41
23. února 2005, Ciudad de Guatemala, Guatemala –  Kostarika 1-0  Panama kontinentální turnaj, kvalifikace 
25. února 2005, Ciudad de Guatemala, Guatemala –  Guatemala 3-0  Panama kontinentální turnaj, kvalifikace 
27. února 2005, Ciudad de Guatemala, Guatemala –  Honduras 1-0  Panama kontinentální turnaj, kvalifikace 
26. března 2005, San José, Kostarika –  Kostarika 2-1  Panama kvalifikace na Mistrovství světa 
30. března 2005, Ciudad de Panamá, Panama –  Panama 1 1  Mexiko kvalifikace na Mistrovství světa 
25. května 2005, Caracas, Venezuela –  Venezuela 1 1  Panama přátelský zápas 
4. června 2005, Port of Spain, Trinidad a Tobago –  Trinidad a Tobago 2-0  Panama kvalifikace na Mistrovství světa 
8. června 2005, Ciudad de Panamá, Panama –  Panama 0 – 2  USA kvalifikace na Mistrovství světa 
6. července 2005, Miami, USA –  Kolumbie 0 – 1  Panama kontinentální závěrečného WIN # 42
10. července 2005, Miami, USA –  Trinidad a Tobago 2-2  Panama kontinentální turnaj, základní část 
12. července 2005, Miami, USA –  Honduras 1-0  Panama kontinentální turnaj, základní část 
17. července 2005, Houston, USA –  Jihoafrická republika 3-5  Panama kontinentální turnaj, základní část  WIN # 43
21. července 2005, New York (stát) / New Jersey, USA –  Kolumbie 2-3  Panama kontinentální turnaj, základní část # 44 "WIN" 
24. červenec 2005, New York (stát) / New Jersey, USA –  USA 0 – 0  Panama kontinentální turnaj, základní část 
17. srpna 2005, Ciudad de Guatemala, Guatemala –  Guatemala 2-1  Panama kvalifikace na Mistrovství světa 
3. září 2005, Ciudad de Panamá, Panama –  Panama 1-3  Kostarika kvalifikace na Mistrovství světa 
7. září 2005, Mexiko, Mexiko –  Mexiko 5-0  Panama kvalifikace na Mistrovství světa 
8. října 2005, Ciudad de Panamá, Panama –  Panama 0 – 1  Trinidad a Tobago kvalifikace na Mistrovství světa 
12. října 2005, Foxboro, USA –  USA 2-0  Panama kvalifikace na Mistrovství světa 
27. října 2005, Manáma, Bahrajn –  Bahrajn 5-0  Panama přátelský zápas 
16. srpna 2006, Lima, Peru –  Peru 0 – 2  Panama # 45 WIN přátelský zápas 
6. září 2006, Ciudad de Guatemala, Guatemala –  Guatemala 1-2  Panama přátelský zápas # 46 WIN
7. října 2006, Ciudad de Panamá, Panama –  Panama 1-0  Salvador přátelský zápas # 47 WIN
11. října 2006, Port of Spain, Trinidad a Tobago –  Trinidad a Tobago 2-1  Panama přátelský zápas 
19. listopadu 2006, Ciudad de Panamá, Panama –  Panama 1-2  Peru přátelský zápas 
29. listopadu 2006, San Salvador, Salvador –  Salvador 0 – 0  Panama přátelský zápas 
14. ledna 2007, Monterey Park, USA –  Panama 1 1  Arménie přátelský zápas 
31. ledna 2007, Ciudad de Panamá, Panama –  Panama 2-1  Trinidad a Tobago přátelský zápas WIN # 48
11. únor 2007, San Salvador, Salvador –  Honduras 1 1  Panama kontinentální turnaj, kvalifikace 
13. února 2007, San Salvador, Salvador –  Kostarika 0 – 1  Panama kontinentální turnaj, kvalifikace # 49 WIN
16. února 2007, San Salvador, Salvador –  Guatemala 0 – 2  Panama kontinentální turnaj, kvalifikace # 50 WIN
18. února 2007, San Salvador, Salvador –  Kostarika 1 1  Panama kontinentální turnaj, kvalifikace 
24. března 2007, Miami, USA –  Haiti 3-0  Panama přátelský zápas 
Březen 2007, Kingston, Jamajka –  Jamajka 1 1  Panama přátelský zápas 
9. května 2007, Ciudad de Panamá, Panama –  Panama 0 – 4  Kolumbie přátelský zápas 
8. června 2007, New York (stát) / New Jersey, USA –  Honduras 2-3  Panama kontinentální závěrečného # 51 WIN
10. červen 2007, New York (stát) / New Jersey, USA –  Kuba 2-2  Panama kontinentální turnaj, základní část 
13. června 2007, Houston, USA –  Mexiko 1-0  Panama kontinentální turnaj, základní část 
16. června 2007, Foxboro, USA –  USA 2-1  Panama kontinentální turnaj, základní část 
22. srpna 2007, Ciudad de Panamá, Panama –  Panama 2-1  Guatemala přátelský zápas # 52 WIN Alberto Blanco a Victor Herrera 
Září 9, 2007, Puebla, Mexiko –  Mexiko 1-0  Panama pozastaveno z důvodu deště v poloviční čas přátelský zápas 
12. září 2007, Barquisimeto, Venezuela –  Venezuela 1 1  Panama přátelský zápas 
14. října 2007, Tegucigalpa, Honduras –  Honduras 1-0  Panama přátelský zápas 
21. listopadu 2007, Ciudad de Panamá, Panama –  Panama 1 1  Kostarika přátelský zápas 
June 1, 2008, Fort Lauderdale, USA –  Panama 1-0  Guatemala přátelský zápas # 53 WIN
4. června 2008, Fort Lauderdale, USA –  Panama 2-2  Kanada
July 7, 2008, Valparaíso Chile –  Chile 0 – 0  Panama přátelský zápas 
15. června 2008, Ciudad de Panamá, Panama –  Panama 1-0  Salvador kvalifikace na Mistrovství světa # 54 WIN
15. června 2008, San Salvador, Salvador –  Salvador 3-1  Panama kvalifikace na Mistrovství světa 
20. srpna 2008, Santa Cruz, Bolívie –  Bolívie 1-0  Panama přátelský zápas 
23. leden 2009, Tegucigalpa, Honduras –  Panama 0 – 3  Kostarika kontinentální turnaj, kvalifikaceu. 
27. leden 2009, Tegucigalpa, Honduras –  Panama 1-0  Guatemala kontinentální turnaj, kvalifikace # 55 WIN
30. ledna 2009, Tegucigalpa, Honduras –  Panama 1-0  Honduras kontinentální turnaj, kvalifikace # 56 WIN
1. února 2009, Tegucigalpa, Honduras –  Panama 5-3  Kostarika kontinentální turnaj, kvalifikace WIN # 57
18. března 2009, Marabella, Trinidad a Tobago –  Trinidad a Tobago 1-0  Panama přátelský zápas 
20. května 2009, Fe santé, Argentina –  Argentina 3-1  Panama přátelský zápas 
Června 2009, Kingston, Jamajka –  Jamajka 3-2  Panama přátelský zápas 
19. června 2009, Port-au-Prince, Haiti –  Haiti 1 1  Panama přátelský zápas 
28. června 2009, Cary, USA –  Honduras 2-0  Panama přátelský zápas 
9. července 2009, Houston, USA –  Mexiko 1 1  Panama přátelský zápas 
12. července 2009, Phoenix, USA –  Nigérie 0 – 4  Panama # 58 WIN přátelský zápas 
18. července 2009, Filadelfie, USA –  USA 2-1  Panama přátelský zápas 
1. ledna 2010 Coquimbo, Chile –  Chile 2-1  Panama přátelský zápas 
20. ledna 2010  Chile 2 – 1  Panama – Coquimbo, Chile  – přátelský zápas
3. března 2010 Barquisimeto, Venezuela –  Venezuela 1-2  Panama přátelský zápas # 59 WIN
11. srpna 2010, Ciudad de Panamá, Panama –  Panama 3-1  Venezuela přátelský zápas # 60 WIN
3. září 2010, Ciudad de Panamá, Panama –  Panama 2-2  Kostarika přátelský zápas 
7. září 2010, Ciudad de Panamá, Panama –  Panama 3-0  Trinidad a Tobago přátelský zápas # 61 WIN Edwin Aguilar, Luis Tejada y Gabriel Gómez